# Богодуховка (Называевский район)
Богодуховка — село в Называевском районе Омской области. Административный центр Богодуховского сельского поселения.

## История
Основано в 1893 году. В 1928 году посёлок Богодуховский состоял из 65 хозяйств, основное население — украинцы. В административном отношении находился в составе Кочковатского сельсовета Называевского района Омского округа Сибирского края

## Население
| 1926 | 2002 | 2010 |
| ---- | ---- | ---- |
| 339  | ↘158 | ↘123 |

Гендерный состав
По данным Всероссийской переписи населения 2010 года, в гендерной структуре населения из 123 человек мужчин — 59, женщин — 64	(48,0 и 52,0 % соответственно)
Национальный состав
Согласно результатам переписи 2002 года, в национальной структуре населения русские составляли 90 % из 158 чел.